# Мотокі Ясутосі
Ясутосі Мотокі (яп. 元木 康年; нар. 23 грудня 1969, префектура Ямаґата) — японський борець греко-римського стилю, разовий срібний та разовий бронзовий призер чемпіонатів світу, разовий срібний та разовий бронзовий призер чемпіонатів Азії, разовий срібний та разовий бронзовий призер Азійських ігор, разовий срібний та разовий бронзовий призер Кубків світу, учасник Олімпійських ігор.

## Життєпис
Боротьбою почав займатися з 1988 року. Закінчив середню сільськогосподарську школу Ямагата Шонай.
Виступав за спортивний клуб Сил самооборони Японії, Асака. Тренер — Ясутосі Моріяма (з 1986).

### Родина
Донька — Сакура Мотокі (нар., чемпіонка світу серед кадетів та серед молоді.

## Спортивні результати на міжнародних змаганнях

### Виступи на Олімпіадах
| Змагання                    | Збірна | Вагова категорія                 | Місце |
| --------------------------- | ------ | -------------------------------- | ----- |
| Літні Олімпійські ігри 2000 | Японія | греко-римська боротьба, до 63 кг | 9     |

### Виступи на Чемпіонатах світу
| Змагання                        | Збірна | Вагова категорія                 | Місце |
| ------------------------------- | ------ | -------------------------------- | ----- |
| Чемпіонат світу з боротьби 1997 | Японія | греко-римська боротьба, до 63 кг | 19    |
| Чемпіонат світу з боротьби 1999 | Японія | греко-римська боротьба, до 63 кг | 17    |

### Виступи на Чемпіонатах Азії
| Змагання                       | Збірна | Вагова категорія                 | Місце  |
| ------------------------------ | ------ | -------------------------------- | ------ |
| Чемпіонат Азії з боротьби 1993 | Японія | греко-римська боротьба, до 62 кг | 5      |
| Чемпіонат Азії з боротьби 1997 | Японія | греко-римська боротьба, до 63 кг | Срібло |
| Чемпіонат Азії з боротьби 1999 | Японія | греко-римська боротьба, до 63 кг | 9      |

### Виступи на Східноазійських іграх
| Східноазійські ігри 1997 греко-римська боротьба, до 63 кг |

### Виступи на інших змаганнях
| Змагання                                                       | Збірна | Вагова категорія                 | Місце  |
| -------------------------------------------------------------- | ------ | -------------------------------- | ------ |
| Олімпійський кваліфікаційний турнір з боротьби 2000 (Ташкент)  | Японія | греко-римська боротьба, до 63 кг | Бронза |
| Олімпійський кваліфікаційний турнір з боротьби 2000 (Колорадо) | Японія | греко-римська боротьба, до 63 кг | 5      |